# Susannita
La susannita és un mineral de la classe dels carbonats. Anomenada així per la seva localitat tipus; la mina Susanna: Escòcia, Regne Unit. És un dimorf trigonal de la leadhil·lita amb la qual es troba estretament relacionat i amb la qual fàcilment és confosa, com també passa amb la macphersonita.

## Característiques
La susannita és un carbonat de fórmula química Pb₄(CO₃)₂(SO₄)(OH)₂. Cristal·litza en el sistema trigonal. La seva duresa a l'escala de Mohs és 2,5 a 3. Segons la classificació de Nickel-Strunz, la susannita pertany a «05.BF - Carbonats amb anions addicionals, sense H₂O, amb (Cl), SO₄, PO₄, TeO₃» juntament amb els següents minerals: ferrotiquita, manganotiquita, northupita, tiquita, bonshtedtita, bradleyita, crawfordita, sidorenkita, daqingshanita-(Ce), mineevita-(Y), reederita-(Y), filolitita, leadhil·lita, macphersonita i brianyoungita.

## Formació i jaciments
Ha estat descrita a tots els continents tret de l'Amèrica del Sud i Oceania. En un interval de temperatures entre els 50 °C i els 82 °C la leadhil·lita es transforma reversiblement a susannita. Es forma també com a mineral secundari en les zones oxidades dels dipòsits hidrotermals rics en plom.